# Stanley Kramer
Stanley Kramer (Nova Iorque, 29 de setembro de 1913 — Los Angeles, 19 de fevereiro de 2001) foi um diretor e produtor de cinema americano. Durante sua vida artística foi indicado a 9 Oscares por filme e direção, ganhou 23 prêmios e recebeu mais 21 indicações para outros prêmios de cinema. Foi descrito pelo também diretor Steven Spielberg como "um de nossos maiores cineastas, não apenas pela arte e paixão que colocou nas telas, mas também pelo impacto que teve na consciência do Mundo".

## Juventude
Kramer viveu com a avó no bairro de Manhattan conhecido como Hell's Kitchen (Cozinha do Inferno). Desde jovem, Kramer teve conexões com a indústria cinematográfica; seu tio, Earl Kramer, trabalhou da distribuição da Universal Pictures e depois como agente em Hollywood. A mãe de Kramer também trabalhou como secretária na Paramount Pictures. Kramer cursou a DeWitt Clinton High School no Bronx e a New York University; no último ano da universidade foi-lhe oferecido um estágio pago no Departamento de Redação da 20th Century Fox. Kramer aceitou o trabalho, apesar de originalmente ter planejado seguir a carreira de advogado.
Em 1941 trabalhou como assistente de produção nos filmes The Moon and Sixpence e So Ends Our Night. Dois anos depois, em 1943, Kramer foi convocado para o exército, mais evitou a ida para a guerra trabalhando na unidade de filmagens do Exército em Nova York. Em 1948 Kramer organizou uma pequena companhia de produção, a Screen Plays Inc. Seus sócios na empreitada foram o escritor Herbie Baker, o publicista George Glass e o produtor Carl Foreman, que ele conheceu durante o tempo em que permaneceu na unidade de filmagens do Exército. Foi durante sua carreira como produtos que Stanley Kramer começou a ser reconhecido por seu talento.
Apesar do primeiro filme produzido pela companhia ("So This Is New York" de 1948, dirigido por Richard Fleischer), ter sido um fracasso, o filme seguinte ("Champion", dirigido por Mark Robson e estrelado por Kirk Douglas) foi um sucesso. O filme recebeu seis indicações ao Oscar: Melhor Ator, Melhor Ator Coadjuvante (Arthur Kennedy), Melhor Fotografia em Branco e Preto, Melhor Trilha Sonora e melhor Roteiro, ganhando o de Melhor Edição. Nos três anos seguintes, Kramer produziu Home of the Brave (1949), outro grande sucesso para o produtor. Em 1950, produziu  The Men (br.: Espíritos Indômitos), que foi a estreia do ator Marlon Brando no Cinema.

## Columbia Pictures
Um ano depois, Harry Cohn, presidente da Columbia Pictures ofereceu a Stanley Kramer a oportunidade de fazer filmes para o estúdio. Enquanto decidia se aceitava ou não o trabalho, Kramer passou o resto daquele ano concluindo seu último filme para a produtora independente, o filme High Noon (br.: Matar ou Morrer),, um Western dramático dirigido por Fred Zinnemann. O filme foi bem recebido, ganhando quatro Oscares: Ator (Gary Cooper), Edição, Música e Trilha Sonora, bem como três indicações (Diretor, Filme e Roteiro). Em 1999, o American Film Institute colocou este filme na Lista dos 100 maiores Filmes Americanos de todos os tempos em trigésimo-terceiro lugar.
Em Outubro de 1951, Kramer acaba sua sociedade com Carl Foreman, que na época estava sendo convocado para prestar declarações sobre seu envolvimento pregresso com o Partido Comunista dentro do processo de Caça às Bruxas que assolou os Estados Unidos nas décadas de 1940 e 1950.
No período em que permaneceu na Columbia, Kramer produziu filmes como Death of a Salesman (1951), The Sniper (1952), The Member of the Wedding (1952), The Juggler (1953), The Wild One (1953) e The 5,000 Fingers of Dr. T (1953). Apesar dos filmes não terem sido considerados um sucesso, hoje são considerados bastante interessantes e muito elogiados.
Em 1953, o presidente da Columbia, Harry Cohn, e Stanley Kramer concordaram em desfazer o contrato de cinco anos que Kramer havia feito com a Columbia. Mesmo assim, com o último filme para a Columbia, Kramer estava determinado a recuperar o prejuízo de todos os investimentos anteriores feitos pela Columbia em seus filmes mal sucedidos. O filme, The Caine Mutiny ("A Nave da Revolta", no Brasil), era uma adaptação do livro escrito por Herman Wouk e dirigido por Edward Dmytryk. Kramer encontrou resistência da Marinha dos Estados Unidos, que o filme retratava, e que considerava o retrato apresentado no filme injusto. Kramer foi hábil ao negociar um acordo com a Marinha, declarando que faria o filme o mais acurado e justo possível. O elenco incluía vários atores importantes na época, como Humphrey Bogart, Van Johnson, Fred MacMurray e José Ferrer. Cohn manteve Kramer sob fortes limitações financeiras. O resultado foi extremamente satisfatório. A bilheteria de onze milhões de dólares que o filme arrecadou superou todo o prejuízo anterior dos filmes de Stanley Kramer.

## Direção
Depois de The Caine Mutiny, Kramer deixou a Columbia e reassumiu sua produção independente, mas, desta vez, ocupando o papel de diretor. Nesse tempo, Kramer recupera-se através dos filmes: Not as a Stranger de 1955 e The Pride and the Passion de 1957. Felizmente para Kramer, ele consegue escapar da Lista Negra de Hollywood, que afetou a carreira de muitos membros da indústria cinematográfica durante o Macartismo. Mesmo assim, Kramer era bem conhecido por seus pontos de vista liberais e seu desejo de produzir e dirigir filmes com temas controversos. Ele dirigiu em 1958 The Defiant Ones, On the Beach em 1959, Inherit the Wind em 1960 e Judgment at Nuremberg em 1961. Todos estes filmes lidavam com assuntos sérios e desconfortáveis.
Contrastando com seus filmes anteriores, em 1963 Kramer produz e dirige uma comédia milionária e com elenco all-star, chamada It's a Mad, Mad, Mad, Mad World. Quatro anos depois, em 1967, Kramer lança Guess Who's Coming to Dinner, outro de seus filmes a constar da Lista dos 100 maiores Filmes Americanos de todos os tempos, este na 99ª posição. Especula-se que, de todos os seus filmes, este era aquele de que Kramer tinha maior orgulho. O filme, estrelado por Sidney Poitier, Katharine Hepburn e Katharine Houghton, foi o último trabalho do ator Spencer Tracy no cinema e um sucesso, ganhador de oito indicações ao Oscar (ator, ator coadjuvante, atriz coadjuvante, direcão de arte, diretor, edição, trilha sonora e filme) e dois prêmios: atriz para Hepburn e roteiro. Nos anos seguintes, Kramer dirigiu filmes como Bless the Beasts and Children (1971),  Oklahoma Crude (1973) e The Runner Stumbles (1979).

## Dados finais
Em 1997, Kramer publicou sua autobiografia, intitulada A Mad Mad Mad Mad World: A Life in Hollywood. Stanley Kramer morreu em 19 de Fevereiro de 2001 em Los Angeles após uma pneumonia.

## Filmografia parcial
| - Not as a Stranger (1955) - The Pride and the Passion (1957) - The Defiant Ones (1958) - On the Beach (1959) - Inherit the Wind (1960) - Judgment at Nuremberg (1961) - It's a Mad, Mad, Mad, Mad World (1963) - Ship of Fools (1965) - Guess Who's Coming to Dinner (1967) - The Secret of Santa Victoria (1968) - R. P. M. (1970) - Bless the Beasts and Children (1971) - Oklahoma Crude (1973) - The Domino Principle (1977) - The Runner Stumbles (1979) | - Champion (1949) - Home of the Brave (1949) - The Men (1950) - Cyrano de Bergerac (1950) - Death of a Salesman (1951) - High Noon (1952) - The Four Poster (1952) - The Wild One (1954) - The Caine Mutiny (1954) - Pressure Point (1962) |